# Jerzy Rumianek
Jerzy Rumianek (ur. 17 maja 1917 w Skrwilnie, zm. 22 maja 1991 w Warszawie) – starosta rypiński i poseł na Sejm PRL II kadencji.

## Życiorys
Syn Pawła Rumianka i Franciszki z Niewczasów. Po ukończeniu gimnazjum rozpoczął studia rolnicze w Poznaniu, które przerwała II wojna światowa. W czasie okupacji pracował jako robotnik w stronach rodzinnych. Po zakończeniu wojny aktywnie włączył się w życie publiczne. Pracował jako nauczyciel i pomagał tworzyć szkołę podstawową w Szafarni.
W 1946 został mianowany starostą rypińskim i pozostawał na tym stanowisku do 1949 roku. Następnie awansował na wiceprzewodniczącego Wojewódzkiej Rady Narodowej w Bydgoszczy, a w latach 1954-1961 pracował na podobnym stanowisku w Zielonej Górze. W latach 1956–1960 był posłem na Sejm. Był członkiem Głównego Sądu Partyjnego ZSL.
W 1961 został przeniesiony do Warszawy i został zastępcą kierownika Wydziału NK ZSL. W 1963 roku został dyrektorem Wydawnictwa Prasa ZSL, którym kierował do 1976 roku.
Po przejściu na emeryturę w 1978 roku współorganizował Kolarski Wyścig Dookoła Polski oraz udzielał się w komisjach NK i w Klubie Seniorów Ruchu Ludowego.
Zmarł nagle z powodu ataku serca, 22 maja 1991.

## Odznaczenia
- Medal "Za zasługi dla ruchu ludowego" (1984)[1]